# Торига Насионал
Торига Насионал (часто ошибочно Турига Насьональ; порт. Touriga Nacional) — технический мелкоплодный сорт чёрного винограда, который считается флагманским для виноделия Португалии, особенно для производства классических портвейнов. Происходит из винодельческого региона Дан, но наиболее распространён в Дору.
Подобно каберне-совиньону в Бордо, торига-насионал придаёт сухим красным винам тело и танинную структуру, насыщенный цвет с фиолетовыми оттенками, аромат чёрных ягод, высокие кислотность и содержание алкоголя. Интенсивный фруктовый аромат с цветочными нотами красным винам Португалии часто придаёт близкородственный сорт торига-франка.

## История и распространение
Название сорта предположительно произошло от фрегезии Торигу (порт. Tourigo). Сорт получал лестные отзывы и выращивался в довольно больших объёмах в XIX веке, до нашествия филлоксеры. Так, по некоторым данным, в регионе Дан доля площадей виноградников под этим сортом достигала 90 %. 
К середине XX века сорт почти перестал возделываться в Алту-Дору из-за малой его продуктивности (зачастую не более 300 граммов винограда с куста) и склонности к осыпанию, проявившихся после прививки сорта на филлоксероустойчивый подвой. Даже у себя на родине в Дане к концу 1980-х годов этот сорт занимал не более 5% всей площади виноградников.
В 1979 году начались целенаправленные попытки возрождения сорта, оказавшиеся весьма успешными; клоновая селекция вернула торигу-насионал на вершины португальского виноделия. В 2015 году насаждения этого сорта занимали 10,5 тыс. га (почти в пять раз больше, чем в начале 1990-х). Малая урожайность сорта приводит к тому, что доля его в общем объёме вин невелика, но он играет важную роль в купаже лучших портвейнов. 
В  Австралии, США, Аргентине и других странах занимаемые этим сортом площади пока что весьма незначительны. В некоторых англоязычных регионах (например, в Австралии) слово «торига» без уточнений означает обычно именно этот сорт винограда, тогда как в других (США) под этим термином понимают сорт торига-франка.

## Ботаническое описание
Коронка молодого побега открытая, с малиновым окаймлением и паутинным опушением средней плотности.
Молодые листья зелёные с медным оттенком, с паутинным опушением средней плотности на нижней поверхности. Зрелые листья небольшие, пятилопастные, плоские, средне-зелёные; нижняя поверхность со смешанным опушением средней плотности. Черешковая выемка открытая, V-образная; боковые выемки открытые, в форме буквы U.
Цветки обоеполые. Грозди небольшие, цилиндроконические, средней плотности. Ягоды мелкие и средние, округлые или округло-овальные, чёрные с голубоватым восковым налётом, со средней толщины кожицей и мягкой мякотью.

## Сельскохозяйственные свойства
Цветение раннее; период созревания средний. Сорт отличается низкой производительностью (~150 г — 1,5 кг с лозы в зависимости от клона и условий), обусловленной склонностью к осыпанию цветков и горошению.
Хотя сорт хорошо адаптируется к различным почвам, с точки зрения качества ягод нежелательно выращивание на очень плодородной почве. Чувствителен к гидрострессу, при котором может терять листья.
Устойчивость к болезням (мильдью, оидиуму, серой гнили) и вредителям (цикадке, моли) высокая, но сорт несколько подвержен чёрной пятнистости.

## В виноделии
Маленькие ягоды ториги-насиональ имеют большое отношение массы кожицы к массе мякоти, что приводит к высокой экстрактивности (извлечению компонентов кожицы в вино). Сорт даёт вина насыщенного, глубокого красного цвета с фиолетовым оттенком, с содержанием алкоголя от среднего до высокого, с высокой кислотностью и высокими танинами. Аромат интенсивный, фруктовый, красных и чёрных ягод (малина, ежевика) с цветочными нотами (фиалка, лаванда). Потенциал выдержки вина высокий.
Помимо десертных вин (типа портвейна) торига-насионал всё чаще используется для производства столовых вин. Многие энологи убеждены, что наиболее интересные и сложные вина можно получить при смешении (купажировании) ториги-насионал с другими сортами вроде ториги-франка.